# Kyanoacetylen
Kyanoacetylen je organická sloučenina patřící do skupiny nitrilů nazývaných kyanopolyyny, se vzorcem H-C≡C-C≡N. Kyanoacetylen byl spektroskopicky nalezen v mezihvězdných mračnech, komě komety Hale–Bopp a v atmosféře Saturnova měsíce Titanu, kde může vytvářet rozpínající se oblaky připomínající mlhu.
Kyanoacetylen je jednou z molekul vytvořených při Millerově–Ureyově experimentu.
{\displaystyle {\ce {H-C#C-H + H-C#N -> H-C#C-C#N + H2}}}